# Harlem (Georgia)
Harlem – miasto w Stanach Zjednoczonych, w stanie Georgia, w hrabstwie Columbia.